# 정마담의 마지막 일주일
《정마담의 마지막 일주일》은 2017년 10월 4일에 방영한 《KBS 드라마 스페셜 2017》 시리즈 중 다섯 번째 작품이다.
《강덕순 애정 변천사》과 더불어 수목드라마 《맨홀 - 이상한 나라의 필》의 후속작이기도 하다.

## 줄거리
부산에서 술집 종업원으로 일하던 정 마담은 조폭 땡바리의 돈 가방을 훔쳐 달아나 서울 반지하 단칸방으로 숨어들어 7년의 공소시효가 만료를 기다린다. 하지만 공소시효가 만료되기 일주일 전 옆집 꼬마 은미와 마주치게 되고, 설상가상으로 가석방으로 나온 땡바리까지 정 마담을 쫓기 시작한다.

## 등장 인물

### 주요 인물
- 라미란 : 정 마담 역 (아역 : 박세완) - 본명 정다정, 고등학교 때 가출을 하고 거리를 전전하다가 부산에서 술집 여자로 살았다.
- 신린아 : 박은미 역 - 정 마담의 반 지하방 옆에 이사 온 아이.

### 주변 인물
- 박정학 : 땡바리 역 - 술집을 관리하며 마약도 팔던 부산 조폭. 정 마담이 훔친 돈 가방의 주인.
- 이봉련 : 신 사장 역 - 정 마담의 고향 후배, 대포폰 업자, 정 마담이 숨어 살 수 있게 도와준다.
- 윤경호 : 은미의 새 아빠 역 - 아동학대범.

### 그 외 인물
- 주석태 : 땡바리를 돕는 사장 역
- 최희진 : 은미의 엄마 역
- 원현준 : 땡바리의 수하 역
- 배정화 : 어린시절 다정의 계모 역
- 조영선: 어린시절 신사장
- 송하림
- 주연아
- 김종태 : 정 마담의 변호사 역
- 박지연
- 이재은
- 김미경 : 정 마담이 숨어 살던 집의 주인 역
- 유금
- 제이슨
- 오승희
- 최영일
- 오승원 : 뉴스 아나운서 역
- 김도혜
- 김하유

### 우정출연
- 송영재 : 택시 기사 역

## 시청률
| 방송 일자       | TNmS 시청률    | TNmS 시청률  | AGB 시청률     | AGB 시청률   |
| 방송 일자       | 대한민국(전국) | 서울(수도권) | 대한민국(전국) | 서울(수도권) |
| --------------- | -------------- | ------------ | -------------- | ------------ |
| 2017년 10월 4일 | 4.7%           | 5.2%         | 3.7%           | 4.3%         |

## 동시간대 드라마
- MBC 수목드라마

《병원선》 (2017년 8월 30일 ~ 2017년 11월 2일)
- SBS 수목드라마

《당신이 잠든 사이에》 (2017년 9월 27일 ~ 2017년 11월 16일)

## 같이 보기
- 대한민국의 텔레비전 드라마 목록 (ㅈ)
- 2018년 대한민국의 텔레비전 드라마 목록

## 수상
- 2017년 KBS 연기대상 연작·단막극상 - 라미란